# Gastanker

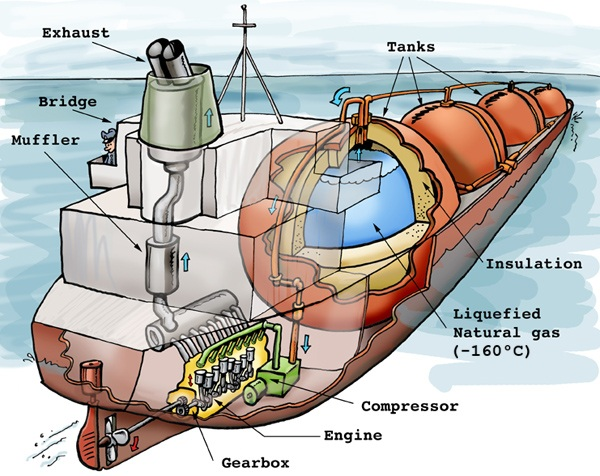
Lng-tanker met Moss tanks. Opengewerkte tekening door Peter Welleman

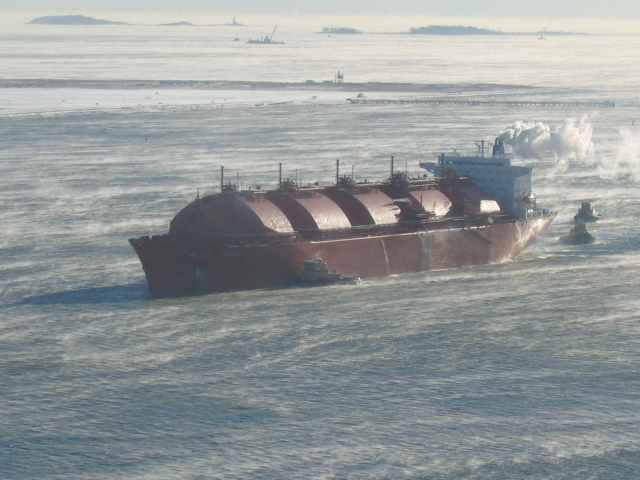
Lng-tanker vaart de haven van Boston binnen

Gastankers zijn tankers die vloeistoffen vervoeren die onder normale omstandigheden gasvormig zouden zijn.

## Voordelen van vloeibaar gas
Doordat een stof in gasvorm een veel groter volume inneemt dan als vloeistof is het meestal veel goedkoper deze gassen als vloeistof te vervoeren. Dit kan op twee manieren, of een combinatie van deze twee:
1. door een gas te comprimeren tot het bij omgevingstemperatuur vloeibaar wordt;
2. door het sterk af te koelen tot het bij normale druk vloeibaar wordt.

Als vloeistof zullen de lpg-gassen, afhankelijk van druk en temperatuur, 240 tot 390 keer zo weinig volume innemen als in gasvorm. De te hanteren druk en/of temperatuur is afhankelijk van het soort vloeibaar gemaakte gas.

### Lpg (Liquefied Petroleum Gas)
Lpg is de verzamelnaam voor gasmengsels die bestaan uit C4H10 (butaan) en/of C3H8 (propaan), C3H6 (propeen) en/of C4H8 (buteen), vaak gemengd met kleine hoeveelheden andere chemische stoffen, zoals bijvoorbeeld etheen.
Onderstaande lpg-gassen worden bij een temperatuur van bijvoorbeeld 15 °C vloeibaar bij een druk van:
| stof    | dampdruk (bar) | Kooktemperatuur (°C) |
| ------- | -------------- | -------------------- |
| Butaan  | 1,7            | -0,5                 |
| Propaan | 6,5            | -42,3                |
| Propeen | 8,5            | -47,7                |
| Buteen  | 2,1            | -6,1 tot -6,9        |

Ze kunnen dus in een drukvat vervoerd worden zonder dat extra koeling noodzakelijk is.

### Lng (Liquefied Natural Gas)
Lng is een aardgasmengsel en bestaat vooral uit methaan. Methaan wordt onder atmosferische druk pas vloeibaar bij -161,5 °C. Dit betekent dat een lng-tanker zijn lading op maximaal -161,5 °C moet vervoeren. In vloeibare vorm neemt aardgas ongeveer 575 keer minder volume in dan in gasvorm.

## Soorten gastankers
Gastankers worden ingedeeld op basis van hun type romp en tanks, hun grootte en/of hun lading.

### Type tank
Er zijn vier hoofdsoorten tanks:
- Type A
- Type B
- Type C
- Membraan-tanks

#### Type A
Type A tanks zijn vlakwandige tanks gemaakt van staal dat geschikt is voor lage temperaturen. De prismatische vorm volgt de vormen van de romp van het schip en maakt zodoende optimaal gebruik van de ruimte. De prismatische constructie is niet geschikt voor een hoge druk, de maximale toegelaten druk is meestal rond 0,45 bar. Zodoende gebeurt transport in deze schepen enkel met gekoeld gas rond atmosferische druk.
De tanks maken geen deel uit van de romp van het schip, ze zijn volledig onafhankelijk. Om beschadiging van de scheepsromp te voorkomen bij lekkage van zeer koude ladingen (staal wordt broos bij lage temperaturen) wordt er door de IGC code voorgeschreven dat er een tweede barrière moet zijn die lekkage kan tegenhouden. Dit wordt in het Engels de 'hold space' genoemd, en is een ruimte rondom de tank. De hold space wordt bij brandbare ladingen (propaan, butaan) gevuld met een inert gas en bij niet brandbare ladingen (zoals ammoniak) met lucht.
Tankers met type A tanks hebben meestal een volume tot 100.000 m³.

#### Type B

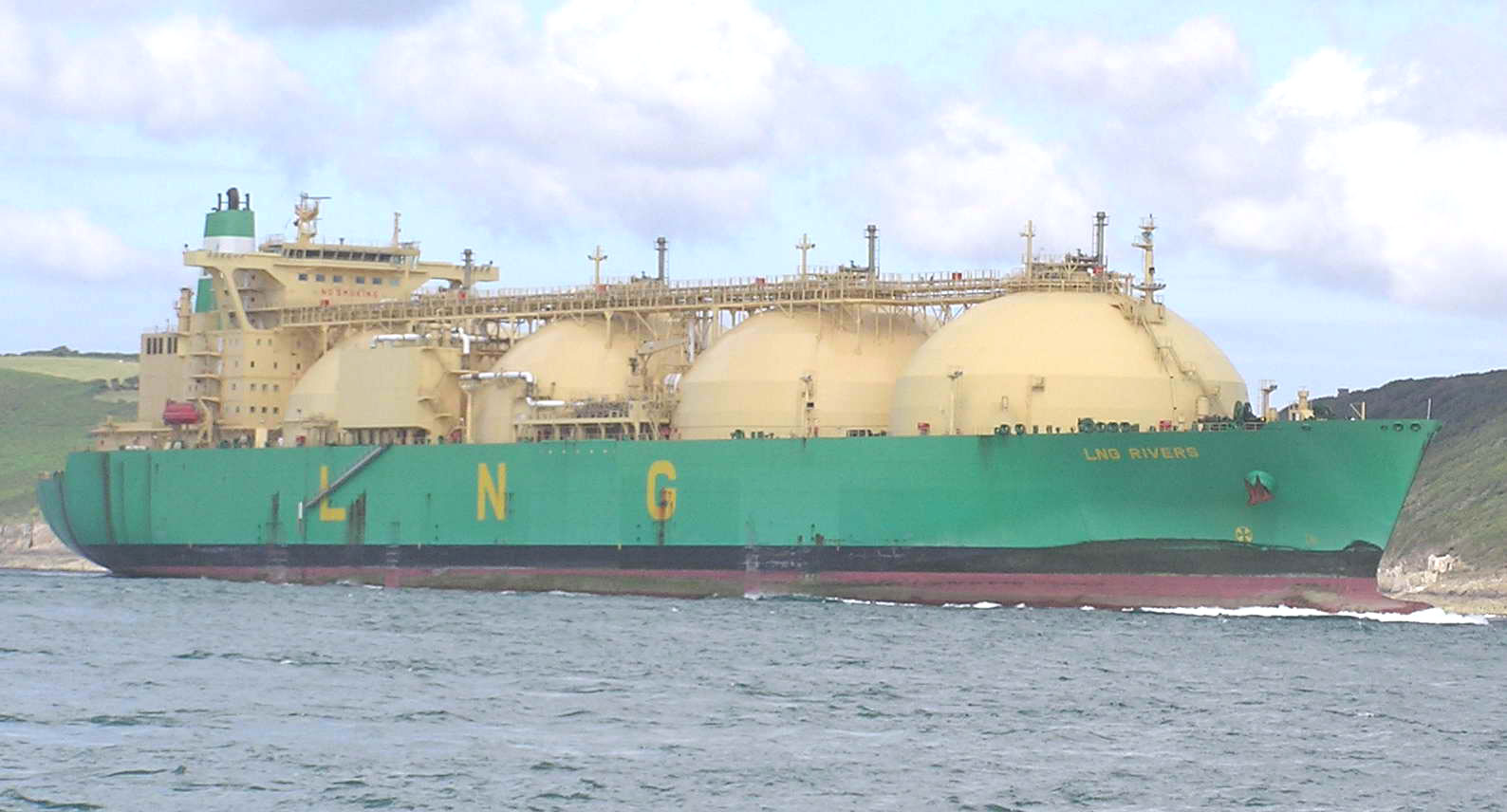
Lng tanker met type B tanks

Type B tanks zijn bolvormige tanks. Zoals type A tanks zijn ze geschikt voor gekoelde lading rond atmosferische druk. Het grote verschil is dat type B tanks ingewikkelder zijn qua ontwerp. Omdat er bij deze tanks meer tijd wordt gespendeerd aan onderzoek en verbetering is de kans op grote lekken kleiner en is er geen volledige tweede barrière nodig om lading op te vangen. Wel is er een 'schaal', in het Engels 'drip tray' genoemd, onderaan de tank die bedoeld is om kleinere lekken op te vangen.
Tankers met type B tanks hebben meestal een volume tot wel 135.000 m³ en worden vooral gebruikt voor het vervoer van LNG of ethyleen.

#### Type C
Type C tanks zijn meestal liggende cilindrische tanks geschikt voor ladingen onder een hoge druk. Meestal betekent dit dat de lading op atmosferische temperatuur is ('fully-pressurized'), maar bij sommige schepen wordt de lading nog deels gekoeld; 'semi-pressurized' gastankers. De constructie betekent hier ook dat de tanks zeer sterk zijn en geen 2de barrière nodig hebben tegen lekken. Deze, meestal kleine, gastankers worden gewoonlijk gebruikt voor lpg en zijn vooral actief in de kustvaart.
Tankers met type C tanks hebben meestal een volume van 3000 tot 5000 m³ onder druk of tot 12.000 m³ bij tanks half onder druk.

#### Membraan

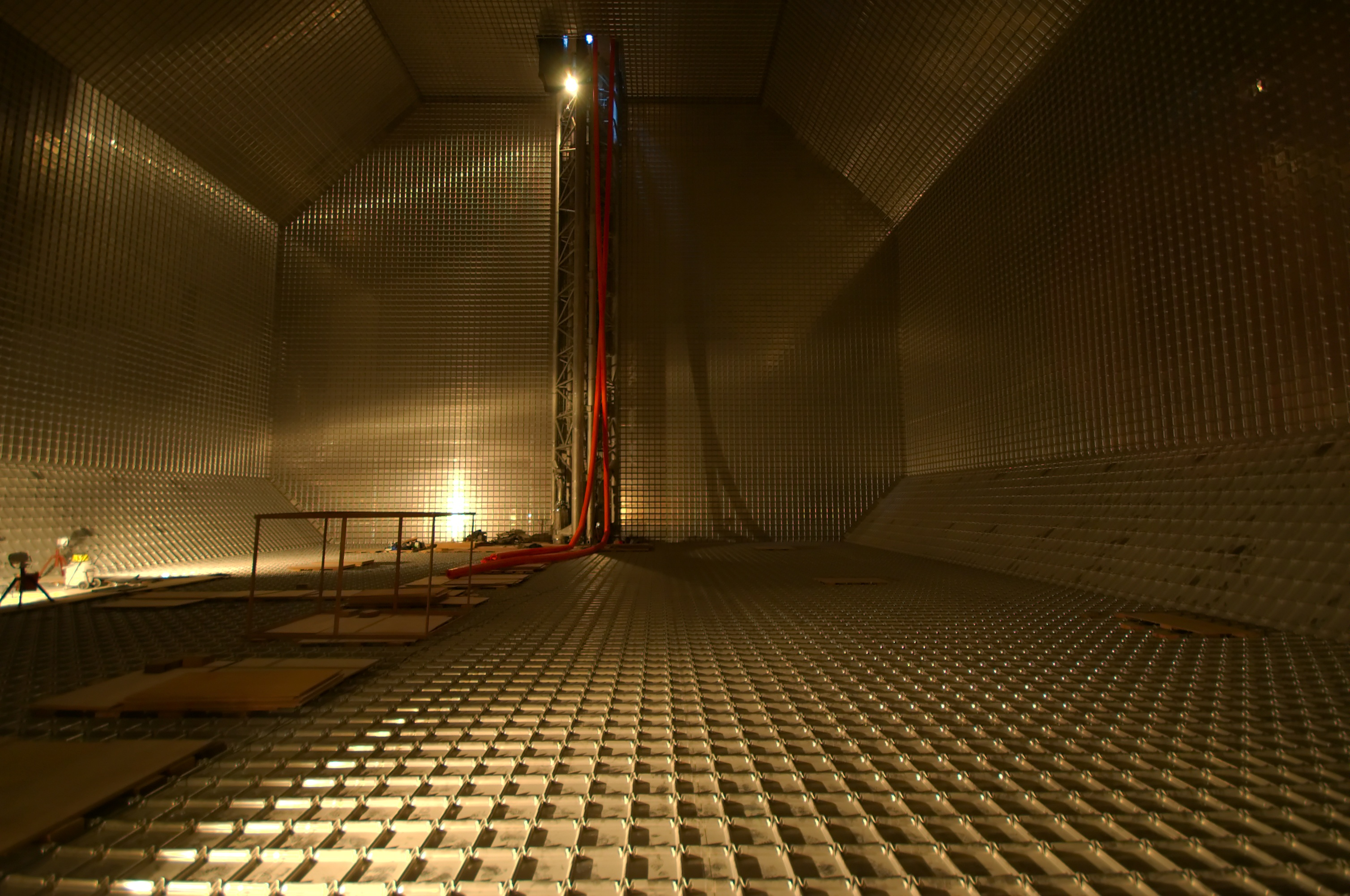
LNG membraantank - binnenzijde

Membraantanks zijn gebaseerd op een constructie met een zeer dunne binnenste laag, het 'membraan', ondersteund door een laag isolatiemateriaal die aan de romp is vastgemaakt. Deze tanks worden gebruikt voor lng-transport.
Het meest gebruikte systeem, "Gaz Transport", heeft een membraan van invar, en een isolatie van multiplex dozen gevuld met Perliet (gesteente). Afgelopen twee decennia is het vervoer van lng aan een grote opmars bezig, waardoor er ondertussen veel nieuwe moderne membraansystemen zijn of worden ontwikkeld.
Tankers met  membraantanks hebben meestal een volume van 70.000 tot 135.000 m³, maar de grootste gaan tot 266.000 m³.

## Gastankervloot
in 2011 bestond de gastankervloot, alleen lng en lpg, uit 1590 schepen met een totale capaciteit van 72,8 miljoen m³. De lpg-schepen zijn het talrijkst, maar omdat deze veelal een klein formaat hebben, is hun aandeel in de capaciteit maar 27%. Lng-schepen zijn veel groter, gemiddeld zo'n 140.000 m³. OPEC-leden met een grote lng-vloot zijn Nigeria met 26 schepen en Qatar met 33 eenheden. In de onderstaande figuur een overzicht van de gastankervloot naar product en scheepsgrootte.
| Omvang (m³)   | Aantal | Lpg-capaciteit (×1000m³) | Aantal | Lng-capaciteit (×1000m³) | Totaal aantal | Totaal capaciteit (×1000m³) |
| ------------- | ------ | ------------------------ | ------ | ------------------------ | ------------- | --------------------------- |
| 0 – 999       | 57     | 40                       | -      | -                        | 57            | 40                          |
| 1.000-1.999   | 276    | 399                      | -      | -                        | 276           | 399                         |
| 2.000-4.999   | 325    | 1.091                    | -      | -                        | 325           | 1.091                       |
| 5.000-9.999   | 222    | 1.501                    | -      | -                        | 222           | 1.501                       |
| 10.000-19.999 | 61     | 848                      | 19     | 183                      | 80            | 1.029                       |
| 20.000-39.999 | 115    | 3.290                    | 3      | 94                       | 118           | 3.384                       |
| 40.000-59.999 | 19     | 1.017                    | 3      | 122                      | 22            | 1.229                       |
| 60.000-99.999 | 142    | 11.360                   | 14     | 1.070                    | 156           | 12.430                      |
| > 100.000     | -      | -                        | 334    | 51.665                   | 334           | 51.665                      |
| Totaal        | 1.217  | 19.634                   | 373    | 53.134                   | 1.590         | 72.768                      |

## Lng als brandstof
Lng-tankers worden niet actief gekoeld maar er wordt toegestaan dat tijdens transport een relatief kleine hoeveelheid van het vloeibare gas verdampt, ook wel boil-off genoemd. Dit gas wordt in principe afgefakkeld, maar kan tegenwoordig ook gebruikt worden als brandstof om via een stoomketel en stoomturbine het schip aan te drijven. Er bestaan reeds bi-fuel (duo-brandstof) gastankers; ze varen op de boil-off tenzij er onvoldoende gas beschikbaar is, of het schip vaart in ballast, dan schakelt de motor over op een andere brandstof als diesel of stookolie. Deze laatsten zijn relatief dure brandstoffen in vergelijking tot lng en het milieu wordt gespaard omdat lng nagenoeg emissievrij is.
Er bestaan verregaande plannen om binnenvaartschepen, en dus niet alleen gastankers, uitsluitend op lng te laten varen. Deze worden uitgerust met lng-gasmotoren en krijgen lng-brandstoftanks aan boord. De Gate terminal in Rotterdam is in 2012 gestart met de bouw van een aparte steiger waar deze schepen gas kunnen tanken.

## Trivia
- In het Belgische Zeebrugge ligt 's werelds eerste speciaal gebouwde lng-bunkerschip, de Green Zeebrugge.[5][6]